# Bahnhof Hollabrunn

Der Bahnhof Hollabrunn ist ein an der Nordwestbahn gelegener Bahnhof in Hollabrunn. Er wurde 1871 von der Österreichischen Nordwestbahn eröffnet und wird heute durch Regionalzüge der ÖBB sowie die S-Bahn Wien bedient. Des Weiteren zweigen im Bahnhof auch Anschlussgleise zu einem Rübenplatz und zum Areal der Lagerhausgenossenschaft Hollabrunn-Horn ab.

## Geschichte
Erste Überlegungen zur Errichtung einer Bahnstrecke nach Hollabrunn bestanden bereits ab 1860. Die k.k. privilegierte Kaiser Ferdinands-Nordbahn stellte ab diesem Zeitpunkt Überlegungen an, die 1841 errichtete und unrentable Nordbahn-Zweigstrecke Wien Floridsdorf – Stockerau in Richtung Znaim zu erweitern. Von Hollabrunn aus sollte eine Zweigstrecke über Pulkau ins Waldviertel errichtet werden.
Nach dem Scheitern dieser Pläne erhielt die Stadt Hollabrunn ihren Eisenbahnanschluss an die von der k.k. privilegierte Österreichische Nordwestbahn errichteten Strecke (Wien –) Stockerau – Znaim – Kolín. Der Bahnhof wurde im Zuge des Lückenschlusses zwischen Znaim und Stockerau im Jahr 1871 eröffnet. In den Jahren 1915–1918 hatte eine Schleppbahn für die Errichtung und die Versorgung des Flüchtlingslager Oberhollabrunn im Bahnhof ihren Ausgangspunkt.

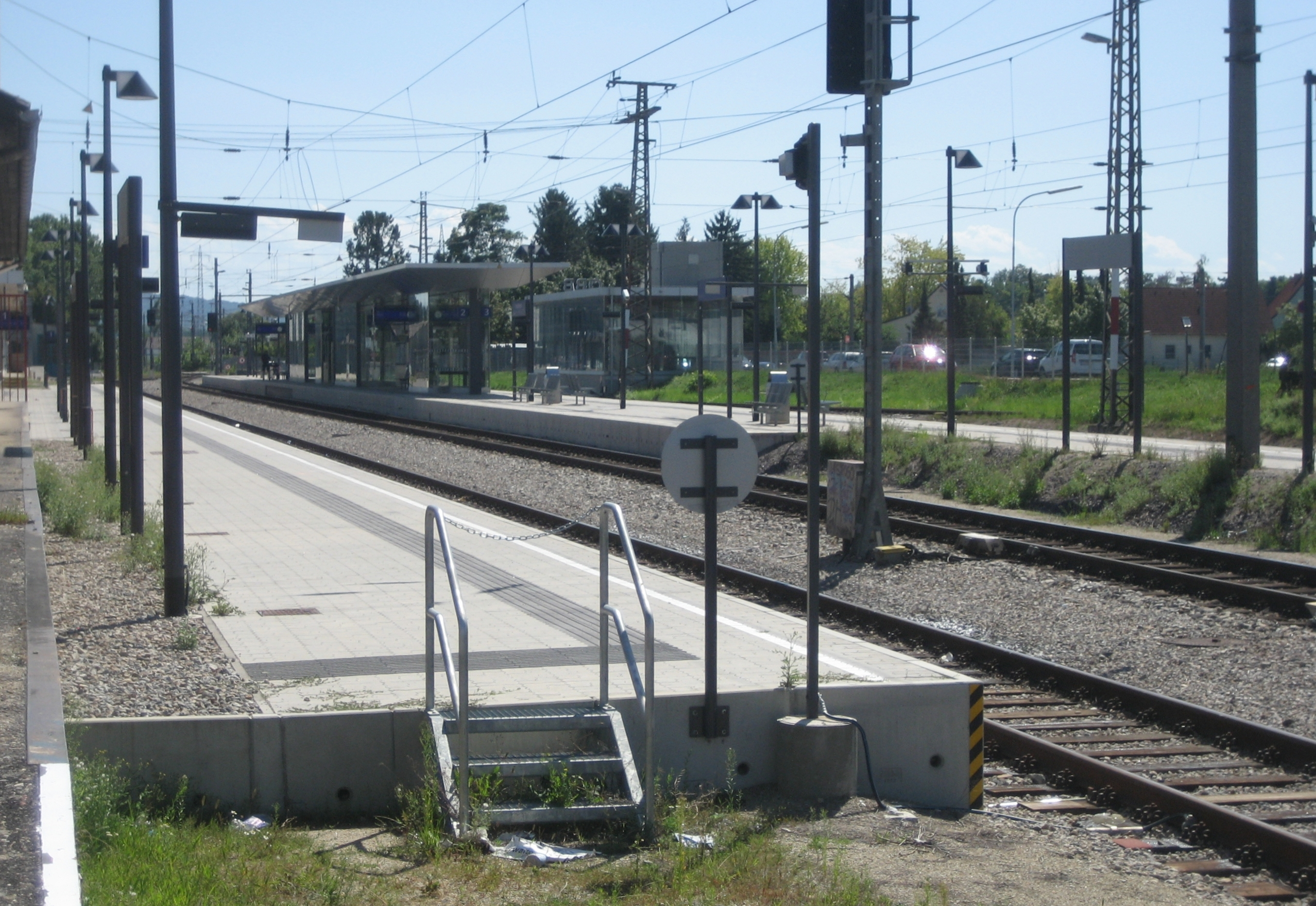
Blick auf die modernisierten Bahnsteige (2019)

Im Jahr 1979 erfolgte die Elektrifizierung von Stockerau bis Hollabrunn und eine Umgestaltung im Zuge der Verlängerung der S-Bahn Wien bis Hollabrunn. Im Jahr 1993 wurde die Elektrifizierung bis Retz fortgesetzt. Zwischen 2010 und 2018 befand sich am Bahnhof einer der wenigen in Österreich von der ÖBB-Personenverkehr AG errichteten BahnStore. In den Jahren 2015/16 wurde der Bahnhof barrierefrei umgestaltet und modernisiert. Im November 2018 eröffnete die Doppler-Gruppe in Kooperation mit den ÖBB und dem Großhändler Kiennast ein Nah und Frisch punkt-Geschäft mit einem auf Bahnreisende ausgerichtetes Sortiment. Ebenso werden dort ÖBB-Tickets verkauft.
Ab dem Jahr 2021 wird die bestehende P&R-Anlage durch ein Parkdeck für 711 Autos und 24 Fahrräder erweitert. Zudem sollen am Bahnhofsvorplatz 166 neue Abstellplätze für Fahrräder entstehen.

## Verkehr
Der Bahnhof ist ein Knotenpunkt der S-Bahn Wien sowie für den regionalen Busverkehr. Er wird durch Züge der S-Bahn Wien und durch Regionalzüge der ÖBB sowie durch Buslinien des Verkehrsverbund Ost-Region bedient.
| Zuggattung | Verlauf                                                                                   | Frequenz                                                    |
| ---------- | ----------------------------------------------------------------------------------------- | ----------------------------------------------------------- |
| REX3       | (Znaim) – Retz – Hollabrunn – Wien Meidling (– Wiener Neustadt Hbf – Payerbach-Reichenau) | 60-Minuten-Takt, in den Hauptverkehrszeiten 30-Minuten-Takt |
| S3         | Hollabrunn – Wien Meidling – Wiener Neustadt Hbf                                          | 60-Minuten-Takt                                             |